# كوران أباد (بشتكوه)
کوران أباد (بالفارسية: شهرک کوران‌آباد) هي قرية تقع في إيران في Poshtkuh Rural District. يقدر عدد سكانها بـ 445 نسمة بحسب إحصاء 2016.